# Cronache d'attualità
Cronache d'attualità è stata una rivista italiana di arte, scienze, musica, arte decorativa, letteratura, teatro, industrie moderne, cinematografia, caffè concerto, mode, sport, mondanità, fondata da Anton Giulio Bragaglia e pubblicata a Roma con periodicità quindicinale a partire dal 1916. Diretta da Bragaglia, regista teatrale e critico cinematografico, ha cessato le pubblicazioni nel 1922.

## Storia

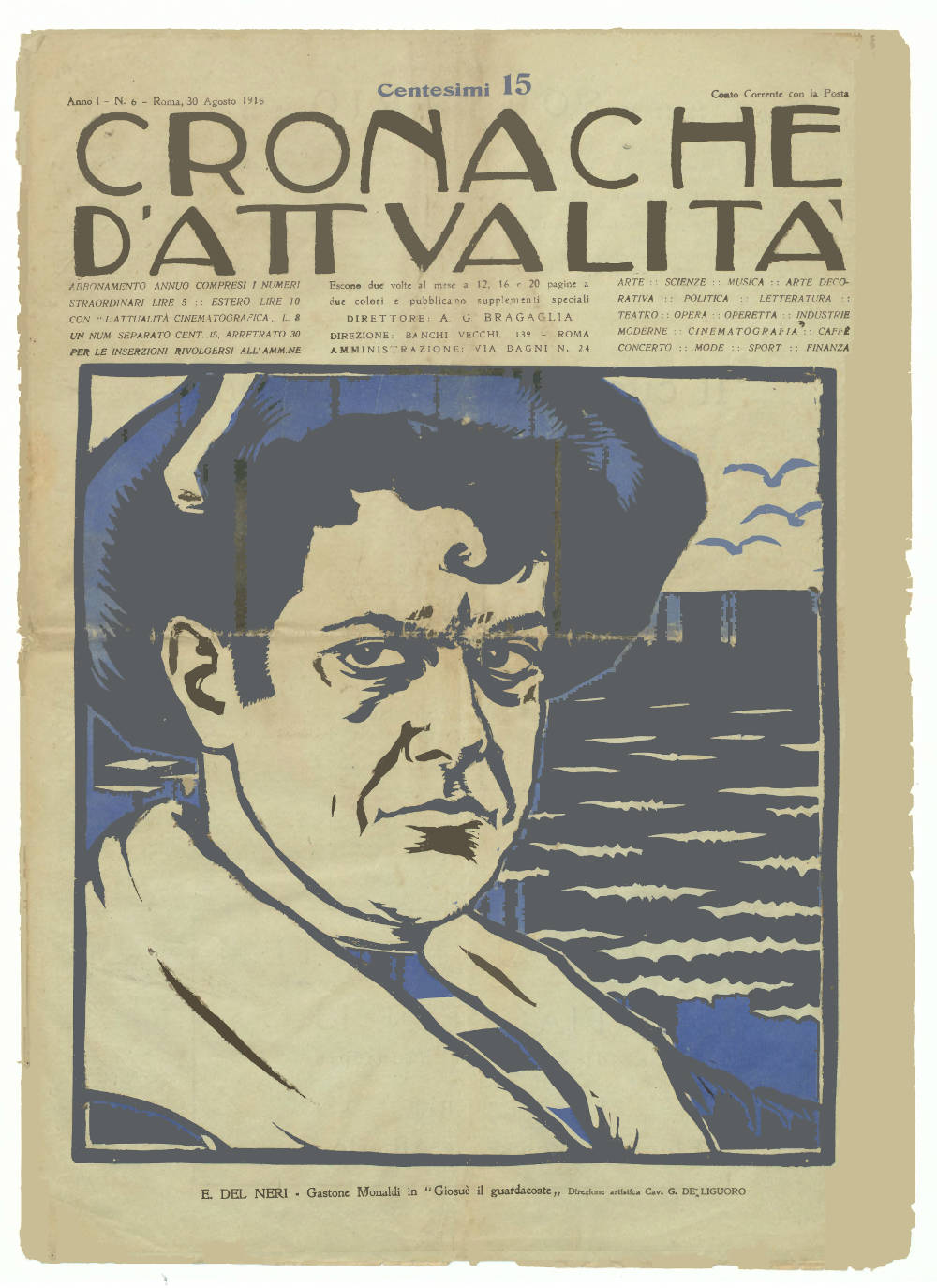
Cronache d'attualità, anno I, n. 6, Roma, 30 agosto 1916

La rivista diede particolare spazio a nuove forme di espressione come il cinema, a cui era dedicato il supplemento L'Attualità cinematografica, e in ambito artistico mostrò particolare interesse per le avanguardie, come ad esempio il Dadaismo.
Tra i suoi collaboratori ebbe artisti provenienti da più campi. A letterati come Gabriele D'Annunzio, Ada Negri e Luigi Pirandello si affiancarono artisti come Giorgio de Chirico, Fortunato Depero, Pablo Picasso, musicisti come Gian Francesco Malipiero, Ildebrando Pizzetti e Francesco Balilla Pratella e autori di teatro come Rosso di San Secondo.
Nel febbraio 1919 Giorgio de Chirico pubblicò Noi Metafisici, il saggio che gettava le basi della Pittura metafisica.
Tra gli altri collaboratori figurarono Carlo Carrà, Vincenzo Cardarelli, Filippo de Pisis, Salvatore Di Giacomo, Fortunato Depero, Julius Evola, Piero Gobetti, Filippo Tommaso Marinetti, Renato Mucci, Aldo Palazzeschi, Ardengo Soffici, Renato Fondi, Federigo Tozzi.
Curzio Malaparte ha ricordato la rivista con queste parole:
(Curzio Malaparte)